# Mannigfual
Die Mannigfual (auch „De Almacht“, „Het Grote Schip“ oder „Het Schip van Ternuten“) ist ein gigantisches Schiff, das im Sagenschatz der Nord- und Ostseeanrainer auftaucht. Die Masten sind so hoch, dass die jungen Matrosen nach Arbeiten auf dem Mast als alte, grauhaarige Teerjacken an Deck zurückkommen. Unterwegs werden sie in Kantinen verköstigt, die sich in den Blöcken der Takelage befinden. Der Kapitän bewegt sich auf dem weitläufigen Deck nur zu Pferd.
Verschiedene Abenteuer werden in den Sagen berichtet.
So blieb das Schiff, nachdem es in den Atlantik vertrieben wurde, auf dem Rückweg im Ärmelkanal stecken, so dass man trockenen Fußes von Frankreich nach Großbritannien laufen konnte. In dieser misslichen Lage kam dem Kapitän die Idee, das Schiff auf der Backbordseite mit weißer Seife einzuschmieren, so dass es wieder in die Nordsee rutschte. Die Felsen in Dover sollen aus diesem Grund weiß geworden sein.
Als das Schiff einmal in der seichten Ostsee auf Grund geriet, ließ der Kapitän allen Ballast und die Ofenasche über Bord werfen. So entstand Bornholm und aus den Schamottsteinen des Kombüsenofens entstanden die kleinen Inseln Christiansö, Frederiksø, Græsholm und Tat.
In Friesland wird die Geschichte des achtjährigen Jobken aus Urk erzählt, der als Schiffsjunge anheuerte, weil er der täglichen Erbsensuppe zu Hause überdrüssig war. Als Schiffbrüchiger rettete er sich auf die Mannigfual und prahlte damit, wie gut er rudern könne. Daraufhin musste er in der Kombüse helfen und mit Hilfe eines Ruderbootes die Erbsensuppe in einem riesigen Topf umrühren. Glücklicherweise kam das Schiff in die Zuiderzee und wurde von Urker Piraten angegriffen. Dabei erkannte Jobken seine Heimat und konnte sich zurück nach Hause retten. Beim Wenden beschädigte die Mannigfual mit dem Bugspriet noch einige Kirchtürme, bevor sie den Weg zurück in die Nordsee fand.